# Cuxhaven Amerika-Bahnhof

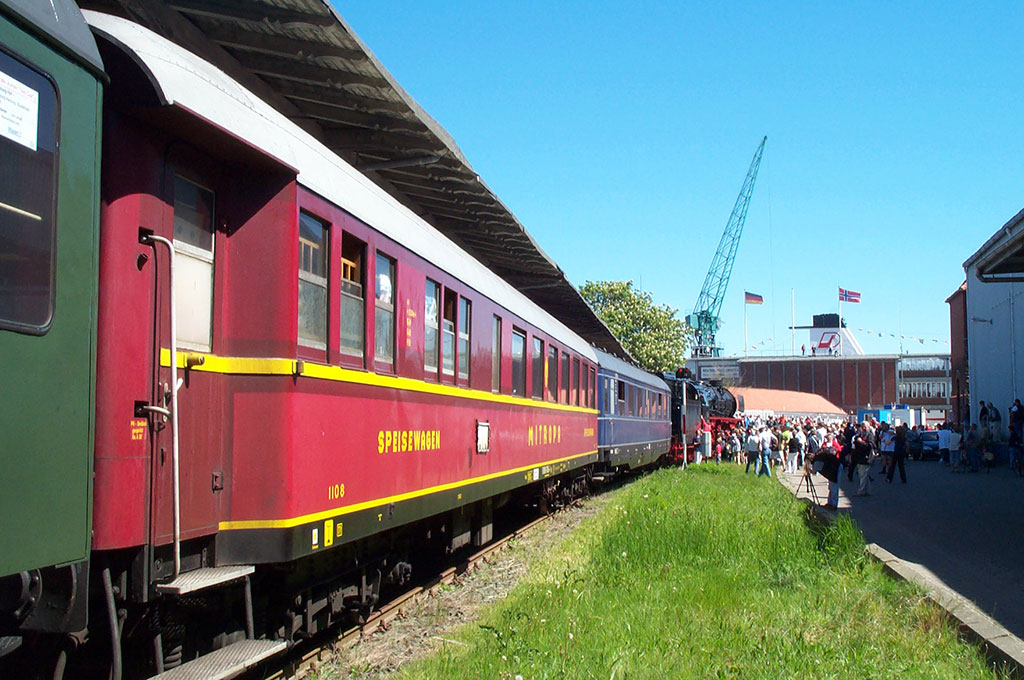
Sonderzug für Kreuzfahrtpassagiere

Cuxhaven Amerika-Bahnhof  (auch Hafenbahnhof oder Hapag-Bahnhof genannt, bahnintere Abkürzung: ACV M) ist ein Bahnhofsteil des Bahnhofs Cuxhaven im Hafen von Cuxhaven in Niedersachsen. Er dient vornehmlich dem Güterverkehr, ist aber auch im Personenverkehr für Sonderzüge als Zubringer für Kreuzfahrtschiffe nutzbar.

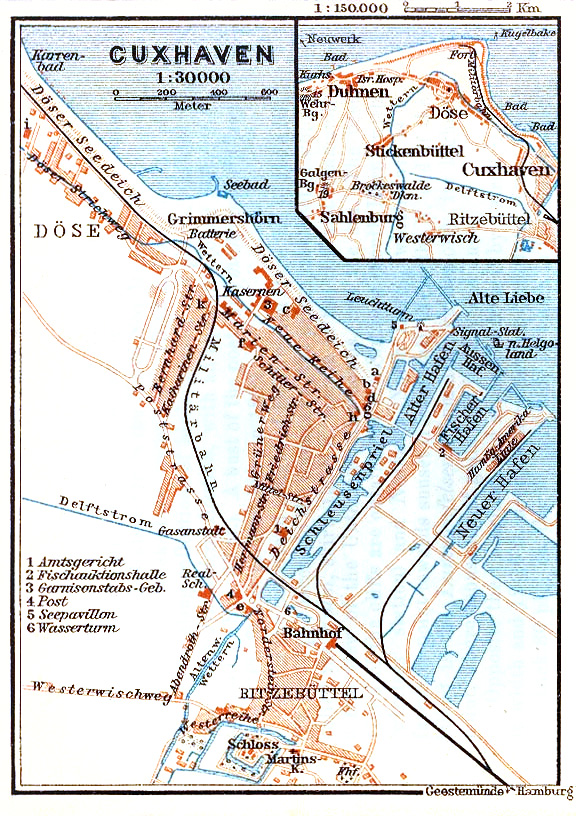
Bahnanlagen in Cuxhaven (Baedeker von 1910)

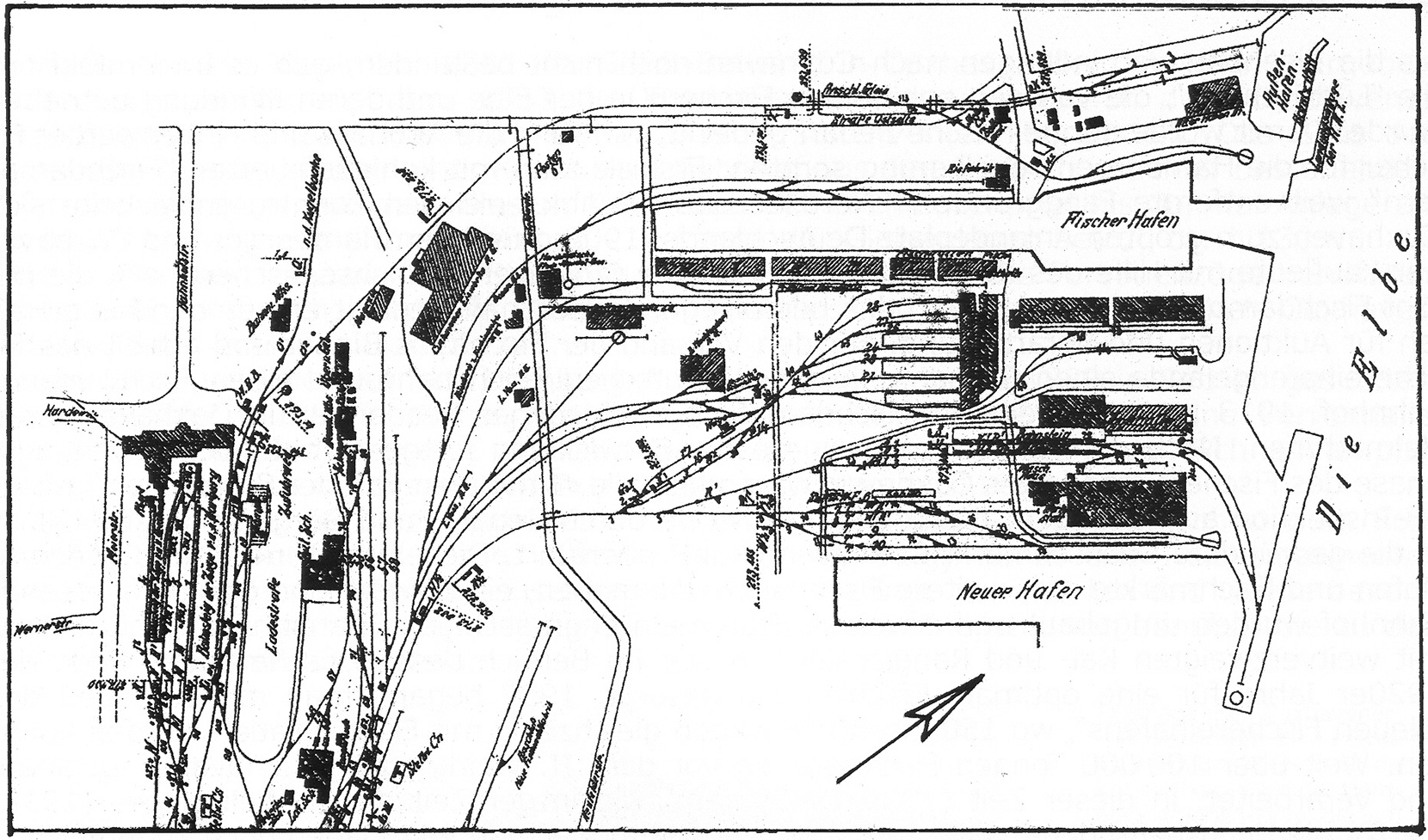
Gleisplan der Hafenanlagen von Cuxhaven (1928), Amerika-Bahnhof am Neuen Hafen

## Beschreibung
Über ein Gleisdreieck ist der Amerika-Bahnhof einerseits direkt an die Strecke von Hamburg-Harburg nach Cuxhaven (Unterelbebahn, DB-Strecke Nr. 1720) angeschlossen und anderseits über eine drei Kilometer lange Verbindungsstrecke mit dem Stadtbahnhof Cuxhaven verbunden. Die Bedienung der elektrisch angetriebenen Weichen und der Lichtsignale erfolgt vom Stellwerk Cf, welches ansonsten ein mechanisches Stellwerk ist, im Stadtbahnhof Cuxhaven.
Dem Güterverkehr dienen vier Abstellgleise sowie zwei jeweils an eine Kopframpe angeschlossene Ladegleise. Außerdem gibt es zwei Anschlussgleise für die Firma Cuxport (Betreiber des Mehrzweckhafens) und ein Ladegleis an einer Ladestraße. Der Autotransport steht dabei ganz eindeutig im Vordergrund. Der gelegentliche Personenverkehr läuft zum Bahnsteig der HAPAG-Hallen. Dort gibt es ein Bahnsteig- und ein Umfahrgleis.

## Geschichte
Nachdem die Reederei HAPAG unter Leitung von Albert Ballin feststellen musste, dass der Hafen Hamburg für das Anlaufen der immer größer gewordenen Auswanderer-Schiffe ungeeignet wurde, und auch um sich die Revierfahrt auf der Elbe zu ersparen, verlagerte man ab 1889 nach und nach immer mehr des Amerikaverkehrs in das damals hamburgische Cuxhaven, zumal mit der Fertigstellung der Unterelbebahn von Harburg nach Cuxhaven im Jahre 1881 eine günstige und bequeme Transportmöglichkeit für die Kajütpassagiere zur Verfügung stand.
Für diese Auswanderer war der innerstädtische Bahnhof Cuxhaven in Cuxhaven jedoch zu weit vom Hafen entfernt. Für sie entstand ein erster Hafenbahnhof. Dieser lag gegenüber dem jetzigen weiter westlich am Alten Hafen. Die Passagiere stiegen dort in so genannte Tenderboote, mit denen sie zu den auf Reede liegenden Ozeandampfern übersetzten. Dieses umständliche und unbequeme Verfahren wurde 1902 mit der Eröffnung der HAPAG-Hallen am Neuen Hafen/Steubenhöft (ab 1904) überflüssig. Die HAPAG-Hallen fungierten dabei wie ein Bahnhofsgebäude mit Diensträumen des Bahnpersonals und den Wartesälen für die 1./2.-Klasse-Passagiere (ein mondäner, 690 Quadratmeter großer Kuppelsaal) sowie für die 3.-Klasse-Passagiere (nur 350 Quadratmeter großer Hanseatensaal). Diese Säle konnten unmittelbar vom Bahnsteig aus betreten werden. So konnte alle 15 Minuten ein Zug abgefertigt werden. Diese Schnellzüge bestanden aus HAPAG-eigenem Wagenmaterial und befuhren die Strecke Hamburg–Cuxhaven ohne Zwischenhalt. Bei der Abreise von „Ballins dicken Pötten“ mussten des Öfteren sieben Extra-Züge zum Transport der Passagiere von Hamburg aus eingesetzt werden. Im Jahre 1913 beförderte die Unterelbesche Eisenbahn allein 364.000 HAPAG-Passagiere.
Der Güterverkehr in dem nun Amerika-Bahnhof genannten Hafenbahnhof diente vorrangig der Versorgung der riesigen Ozeandampfer mit gewaltigen Kohlemengen und der Anlieferung von Nahrungsmitteln für mehrere tausend Menschen an Bord.
Es gab Gleise zu verschiedenen Fischereibetrieben und einem Kohlenhändler. Der Bahnhof hatte ein eigenes Stellwerk Ca.
Die Züge von Hamburg oder Bremen wurden über das sogenannte Hapag-Gleis ohne Halt im Stadt-Bahnhof Cuxhaven zum Amerika-Bahnhof geführt.
Mit sinkenden Auswandererzahlen ging die Bedeutung des Amerika-Bahnhofs im Personenverkehr zurück. Überflüssig wurde er nicht, da auch nach einem Rückbau der Gleisanlagen in den 1960er Jahren (bedingt durch den Schleusenbau für den Neuen Fischereihafen) der Transatlantikverkehr wie auch das Kreuzfahrtgeschäft für Bahnreisende sorgte.

## Hafenbahnhof und Hapag-Hallen

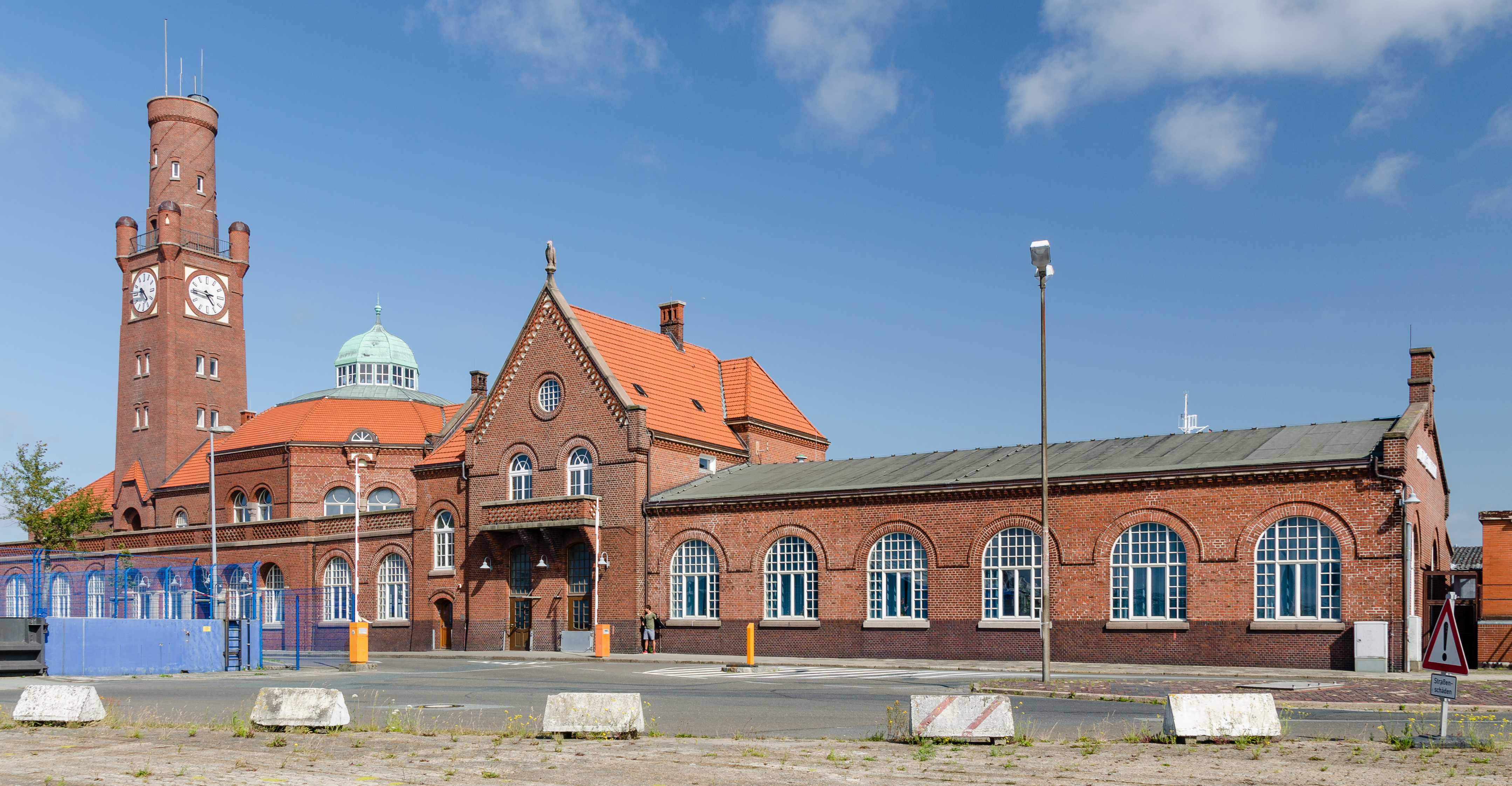
Hapag-Hallen

Der Backsteinbau in abwechslungsreicher Gruppierung unterschiedlicher Baukörperformen wurde als Hafenbahnhof zwischen 1900 und 1902 nach Plänen des Architekten Georg Thielen unter Bauleitung von Otto Stockhausen gebaut. Die Fassaden wurden gegliedert und gestaltet mit Rundbogenfenstern, Säulengliederungen und aufwändigen Backsteinverzierungen. Den Gebäudekomplex überragt der hohe Uhrenturm  mit einem Ziegeldach. Der Empfangsraum und ein Restaurant wurden mit einer kupfernen Laterne überkuppelt. Daneben stehen ein Wohnhaus und ein Verwaltungstrakt. An der Ostseite liegt der Bahnsteig mit einer auf hölzernen Stützen ruhenden Überdachung. Nach Norden schließt sich der Fachwerkbau mit Backsteinausfachung der Zollabfertigungshalle an.
Die Entwürfe zur Ausstattung der Wartesäle stammen vom Maler und Bildhauer Paul Düyffcke, von dem auch die Wandgemälde des Hamburger Ratskellers (1897) stammen.
Das Gebäude steht unter Denkmalschutz (siehe auch Liste der Baudenkmale in Cuxhaven).

Das Landesdenkmalamt befand u. a.: „… bedeutendes Zeugnis des Transatlantik-Passagierverkehrs …“

## Heutige Situation

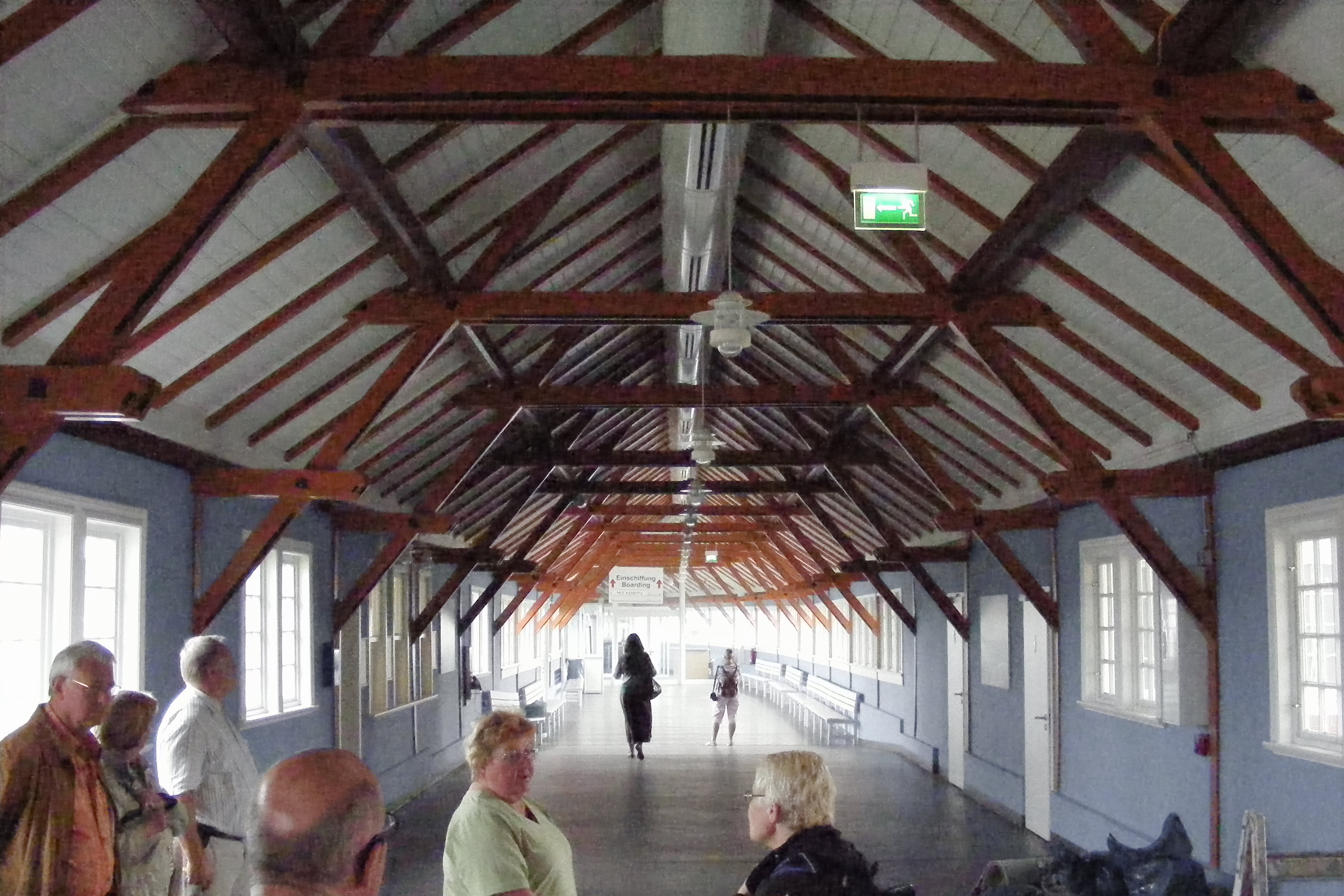
Dachkonstruktion der Hapag-Halle

Mit steigenden Umschlagzahlen im nach 1992 neu gebauten Mehrzweckhafen Cuxhavens wuchs der Bedarf an einer leistungsfähigen Hinterlandanbindung durch die Bahn. Der dem Personenbahnhof des Amerika-Bahnhofs vorgelagerte Güterbahnhof wurde um- und ausgebaut. Die Güterzüge transportieren über die Unterelbebahn insbesondere fabrikneue Kraftfahrzeuge für den Ex- und Import. Der Amerika-Bahnhof wird nur noch selten für Personen-Sonderzüge genutzt, ist jedoch voll funktionsfähig, wie auch die Abfertigungsanlagen in den historischen Hapag-Hallen.

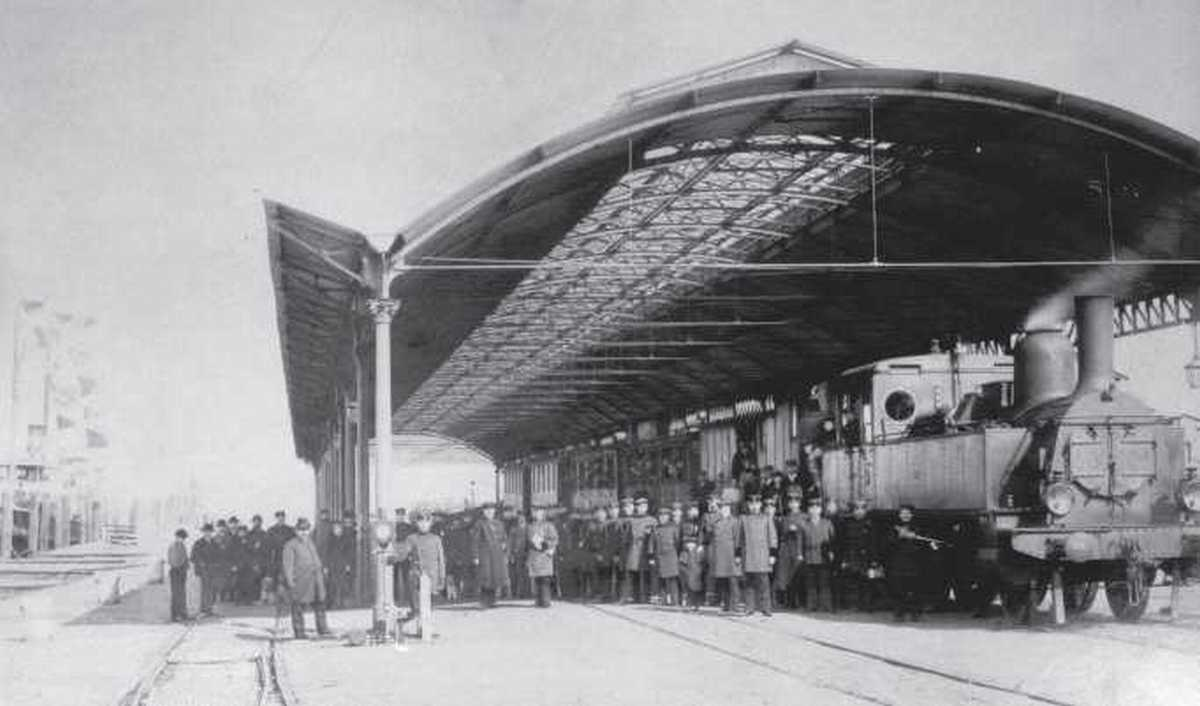
Alter Hafenbahnhof in Cuxhaven (1890)

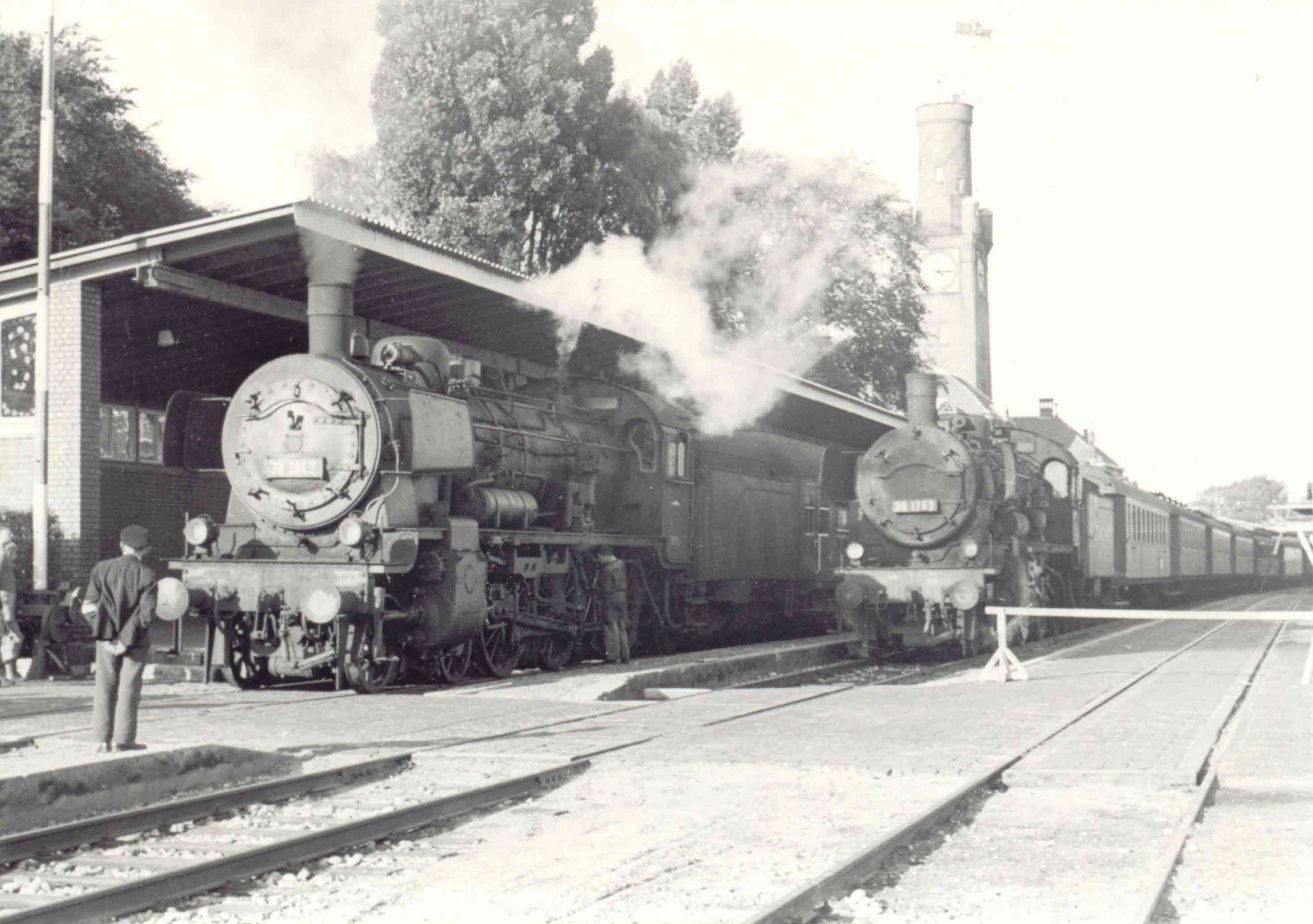
Amerika-Bahnhof mit von 38 1847 und 38 1763 geführten Sonderzügen (vor 1960)